# Luleå försvarsområde
Luleå försvarsområde (Fo 64) var ett försvarsområde inom svenska armén som verkade i olika former åren 1942–1946. Försvarsområdesstaben var förlagd i Bodens garnison i Boden.

## Historia
Luleå försvarsområde bildades den 1 oktober 1942 och var direkt underställd militärbefälhavaren för VI. militärområdet. Staben vid försvarsområdet delades och var gemensam med Bodens försvarsområde. Den 31 december 1946 upplöstes försvarsområdet och uppgick den 1 januari 1947 i Bodens försvarsområde.

## Förläggningar och övningsplatser
När försvarsområdet bildades samlokaliserades dess stab med staben för Bodens försvarsområde i Sundströmska gården på Drottninggatan 47 i Boden.

## Förbandschefer
Förbandschefen titulerades försvarsområdesbefälhavare och  tjänstegraden överste och var tillika chef för Bodens försvarsområde.

- 1942–1943: ???
- 1943–1946: Överstelöjtnant Gustaf Richard Zandrén

## Namn, beteckning och förläggningsort
| Luleå försvarsområde | 1942-10-01 | – | 1946-12-31 |

| Fo 64 | 1942-10-01 | – | 1946-12-31 |

| Bodens garnison (F) | 1942-10-01 | – | 1946-12-31 |